# تدخل الجيش الأحمر في أفغانستان (1930)
كان تدخل الجيش الأحمر في أفغانستان عام 1930 عملية خاصة لقيادة منطقة آسيا الوسطى العسكرية لتدمير قواعد حركة باسمشي الاقتصادية وإبادة قوتها البشرية في أفغانستان. تم تنفيذ العملية من قبل أجزاء من لواء الفرسان المشترك بقيادة قائد اللواء ياكوف أركاديفيتش ميلكوموف.

## المتطلبات الأساسية
في عام 1930، طورت قيادة منطقة آسيا الوسطى العسكرية خطة لمهاجمة قواعد حركة باسمشي وتدمير قوتها البشرية في شمال أفغانستان، حيث هاجر مقاتلون نشطون ضد الحكومة السوفيتية من تركستان في عشرينيات القرن الماضي وعبروا بشكل منهجي الحدود السوفيتية الأفغانية. بالإضافة إلى ذلك، وفي وقت مبكر من نهاية عام 1929، تلقت المخابرات السوفيتية معلومات موثوقة من أمير أفغانستان المهزوم مؤخرًا حبيب‌ الله كلكاني (باشا يي ساقاو) حول مخطط لتمزيق شمال أفغانستان وتشكيل دولة منفصلة على أراضيها، برئاسة إبراهيم بيك. في اجتماع للحكماء في قندوز في مارس 1930، طالب رئيس وزراء أفغانستان، محمد هاشم خان، نيابة عن ملك أفغانستان، محمد نادر شاه، الذي تولى السلطة من حبيب الله، مرة أخرى بأن يلقى إبراهيم بيك سلاحه. ومع ذلك، قال الأخير:
أزعجت هذه الظروف الحكومة الأفغانية إلى حد كبير، ووافقت على التدخل الإجباري من قبل الاتحاد السوفيتي في بلادهم.

## الحملة

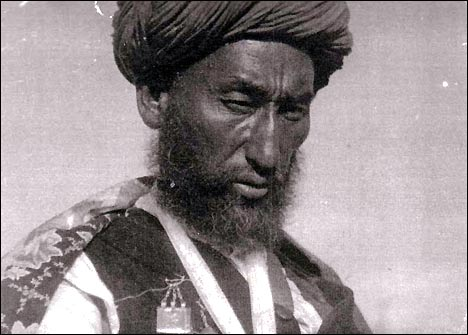
الكوربشي إبراهيم بيك.

قبل عبور الحدود عند نقطة Aivaj مع جنود الجيش الأحمر، تم تنفيذ عمل توضيحي حول الحاجة إلى غزوهم أراضي دولة مجاورة. تم شرح الغرض من الحملة، واستبعاد إمكانية إلحاق أي ضرر بالسكان الأصليين لأفغانستان. كانت نتائج العملية «هديتنا» لمؤتمر الحزب السادس عشر.
في نهاية يونيو 1930، عبر لواء الفرسان المشترك للجيش الأحمر بقيادة قائد اللواء ياكوف ملكوموف (هاكوب ملكوميان، المعروف في بيئة باسمشي باسم يعقوب تورا)، نهر أمو داريا ودخل أفغانستان. ولإنها لم تواجه في طريقها معارضة من السلطات المحلية والجيش الأفغاني النظامي، فقد تقدمت الكتيبة السوفيتية على مسافة 50 إلى 70 كم في الداخل. كان السكان المحليون، الذين كانوا غير راضين بشكل واضح عن المهاجرين (باسمشي وعائلاتهم)، الذين - في رأيهم - يحتلون «أفضل الأراضي»، ودودين تجاه وحدات الجيش الأحمر. غالبًا ما عمل السكان المحليون كمرشدين. كما ورد في التقرير، فإن قادة الوحدات بدورهم: «سيطروا بشكل صارم على أن المقاتلين لم يلمسوا عن طريق الخطأ خلال العملية مزارع وممتلكات السكان الأصليين، ولم يؤثروا على مشاعرهم القومية والدينية». ساعد ممثلو الإدارة المحلية المفرزة السوفيتية عند عبور نهر خان أباد، وكذلك في الحصول على الإمدادات والأعلاف. تم الدفع مقابل الحصول على هذا الأخيرة بعملة مناسبة للسكان المحليين.
عند علمه بغزو الجيش الأحمر لأفغانستان، أراد إبراهيم بيك في البداية القتال، ولكنه بعد تحديد قوة العدو، غادر على عجل إلى الجبال، بينما أبلغ الحاكم العام لمحافظة محافظة قاثان بدخشان، مير محمد سفر خان، بالهجوم على الجيش الأحمر. وبدوره، أرسل سفر خان رسالة إلى القادة السوفييت في 23 يونيو، يوبخهم فيها على «عبورهم الحدود بشكل مفاجئ» ويحثهم على العودة «إلى أراضيهم»، ولكن هذا لم يعرقل مواصلة عملهم. وفي اليوم التالي، تلقى إبراهيم بيك أمرًا من سفر خان «للانضمام إلى المعركة مع الحمر». لكن، ملاحظة أن السلطات المحلية «لا تتدخل مع الروس»، قرر لوكاي في المجلس المجتمعي أن الأفغان كانوا يحاولون عمدًا دفعهم ضد الجيش الأحمر. هناك كوربشي بارز آخر هو أوتان بيك، الذي كان على علم بعملائه على الحدود وكذلك ذهب إبراهيم بيك إلى الجبال. ونتيجة لذلك، فإن وحدات الجيش الأحمر، كما هو مذكور في التقرير: «لم يكن عليها مواجهة مقاومة منظمة وقضت على عصابات فردية من 30 إلى 40 دجيجيت، وأفراد باسمشي والمتواطئين معهم».
خلال الغارة العقابية، تم حرق وتدمير قريتي أك تيبي وعلي أباد في ولاية قندوز، باستثناء ذلك الجزء من القرية حيث يعيش الأفغان الأصليون. أيضًا، خلال الغارة التي امتدت 35 كم، تم تدمير جميع القرى والخيام في وادي النهر. تم تفجير ما يصل إلى 17 ألف طلقة، وتم الاستيلاء على ما يصل إلى 40 بندقية، وتم حرق مخزون الحبوب للمهاجرين، وتدمير الماشية وسرقتها جزئيًا. أخذت المفرزة السوفيتية معهم 200 جمل و80 جوادًا و400 كبش. لم يترك السكان الأفغان المحليون خيامهم وظلوا على حالهم. بلغ إجمالي خسائر باسمشي والمتواطئين معهم 839 قتيلًا، بما في ذلك رئيس الطائفة الدينية بير إيشان والملهمين الأيديولوجيين لباسمشي من قبل الكورباشي إيشان بالفان ودومولو دوناهان. بلغت خسائر الجانب السوفيتي شخص غرق عند المعبر وإصابتين.